# Phaenocarpa angostura
Phaenocarpa angostura är en stekelart som beskrevs av Bhat 1979. Phaenocarpa angostura ingår i släktet Phaenocarpa och familjen bracksteklar. Inga underarter finns listade i Catalogue of Life.